# La Maladie de la mort
La Maladie de la mort est un roman de Marguerite Duras publié en 1982 aux Éditions de Minuit.

## Résumé
Un homme paye une femme pour que, pendant plusieurs jours, elle s’allonge nue dans un lit, dans une chambre face à la mer noire et se soumette. Il essayera d’aimer. Elle le fait, il la regarde dormir, la touchera, dormira et pleurera contre elle. Puis elle lui pose des questions auxquelles il ne répond que brièvement. Elle lui dit qu’il est atteint de la maladie de la mort, qu’elle l’avait reconnue dès le début. Au bout de plusieurs nuits, il pleure sur lui-même et elle parvient à lui faire dire que c’est parce qu’il n’aime pas. Elle lui dit de ne plus pleurer sur lui-même. Peu à peu, elle prend le contrôle, mais sans paraître le vouloir, comme  s'il lui laissait peu à peu le contrôle. Puis, un jour, elle ne revient plus et ne reviendra jamais.

## Adaptations
Théâtre
- Mise en scène de Robert Wilson, MC93 Bobigny, 1996.
  - avec Lucinda Childs et Michel Piccoli
- Mise en scène de Bérangère Bonvoisin, Théâtre de la Madeleine, 2006.
  - avec Fanny Ardant
- Mise en scène de Christophe Rouxel, Théâtre universitaire de Nantes, 2008.
- Mise en scène de Sandrine Gironde, Théâtre Gérard Philipe, 2010.
- Mise en scène de Christelle Derré, Théâtre le Girasole (Avignon), 2012

Cinéma
- La Maladie de la mort, Das Mal des Todes de Peter Handke, Allemagne 1985

- La Maladie de la mort, court-métrage d'Asa Mader, France/États-Unis, 2003.

- La Maladie de la mort, moyen-métrage de Christelle Derré et Julien Deka, France, 2012.